# Scalo Romana

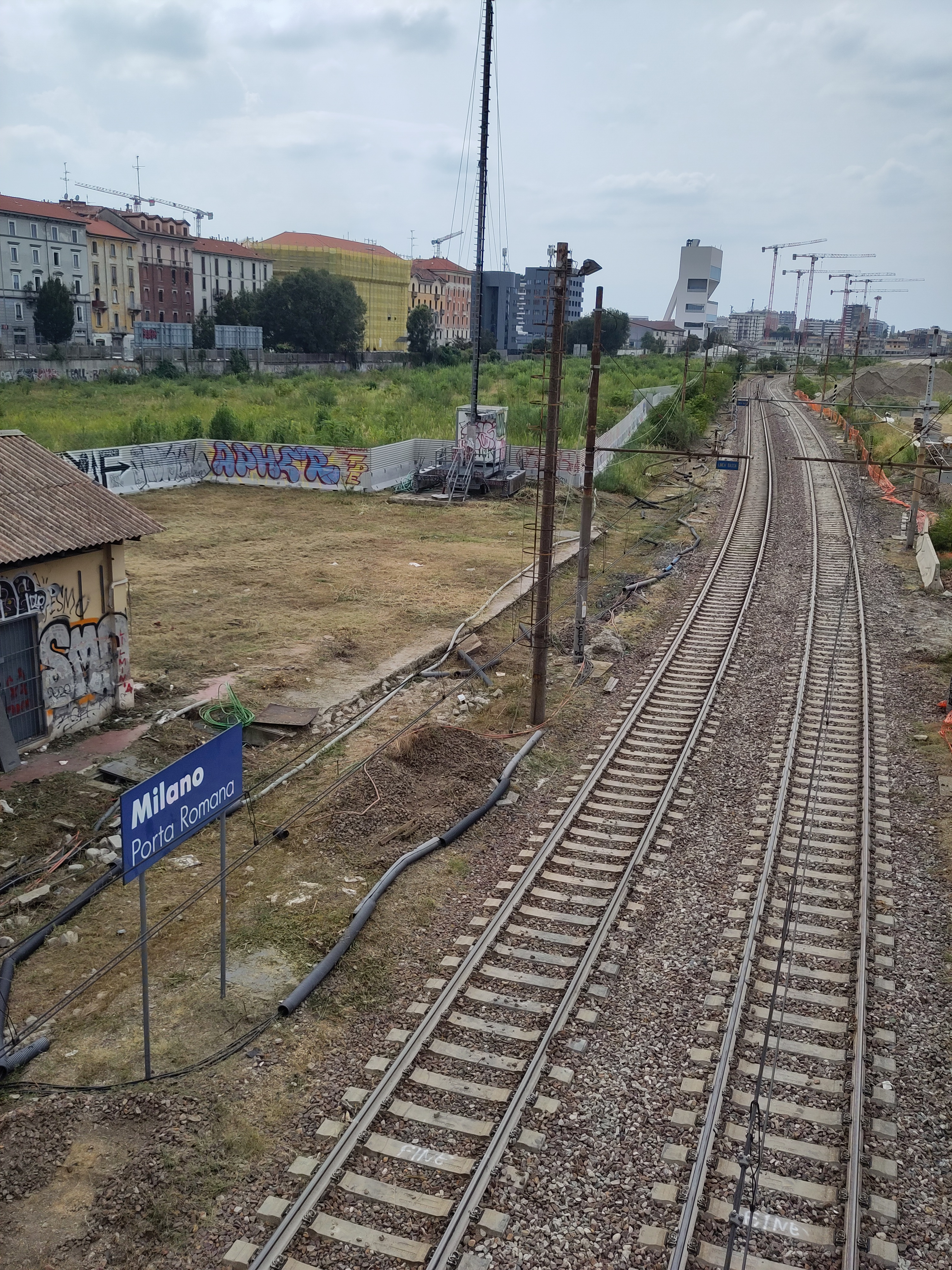
Scalo Romana in cantiere nel 2023

Scalo Romana è un quartiere di Milano al centro di un ampio intervento di rigenerazione urbana finalizzato alla trasformazione dell’ex scalo ferroviario di Porta Romana. Il progetto mira a riconvertire l’area dismessa in un nuovo polo urbano integrato, caratterizzato da funzioni residenziali, direzionali, culturali e verdi.

## Storia
Lo scalo nacque assieme alla stazione di Milano Porta Romana, inaugurata nel 1891, svolgendo un ruolo centrale nello sviluppo industriale dell'area sudorientale di Milano, servendo fabbriche come il Tecnomasio Italiano Brown Boveri e i molini Besozzi Marzoli e Verga. Tuttavia, nel tempo, l’infrastruttura ferroviaria si trasformò in una barriera fisica nel tessuto urbano, separando marcatamente le aree a nord e sud di essa. Con il declino industriale e la dismissione delle attività, lo scalo cadde progressivamente in uno stato di abbandono.
Nel 2005, venne avviata l'iniziativa "Scali Milano", il vasto programma di rigenerazione urbana di cui il progetto di riqualificazione di Scalo Romana fa parte. Il programma, successivamente formalizzato nel 2017, prevede la riqualificazione di sette ex scali ferroviari milanesi. Nel 2020, Ferrovie dello Stato Italiane, proprietaria dei terreni, ha avviato una procedura competitiva pubblica per la vendita dell'area dell'ex scalo ferroviario di Porta Romana. La procedura ha suscitato un notevole interesse, vedendo la partecipazione attiva di circa 20 tra i maggiori operatori immobiliari italiani e internazionali, ed è stata vinta da un fondo gestito dalla società immobiliare COIMA chiamato Fondo Scalo di Porta Romana e partecipato da Covivio, Prada Holding e dal fondo COIMA ESG City Impact Fund, che ha acquistato l'area per una cifra di 180 milioni di euro.

## Progetto
Il progetto di rigenerazione dell'ex scalo prevede la realizzazione del Villaggio Olimpico di Milano, di un vasto parco centrale e di altri edifici ad uso residenziale, uffici e culturale.

## Trasporti
- Lodi TIBB
- Stazione di Milano Porta Romana